# August Stitz
August Stitz, född 14 december 1866 i Köpenhamn, död 13 april 1944, dansk konsertsångare och guldsmed. 15 ljudinspelningar av honom finns dokumenterade, alla ifrån 1890-talet, både på fonografrulle och på grammofonskiva. En av dessa är den äldst kända bevarade inspelningen av Du gamla, du fria. Som guldsmed startade han sin egen tillverkning i Köpenhamn 1903.